# Robert Haselberger

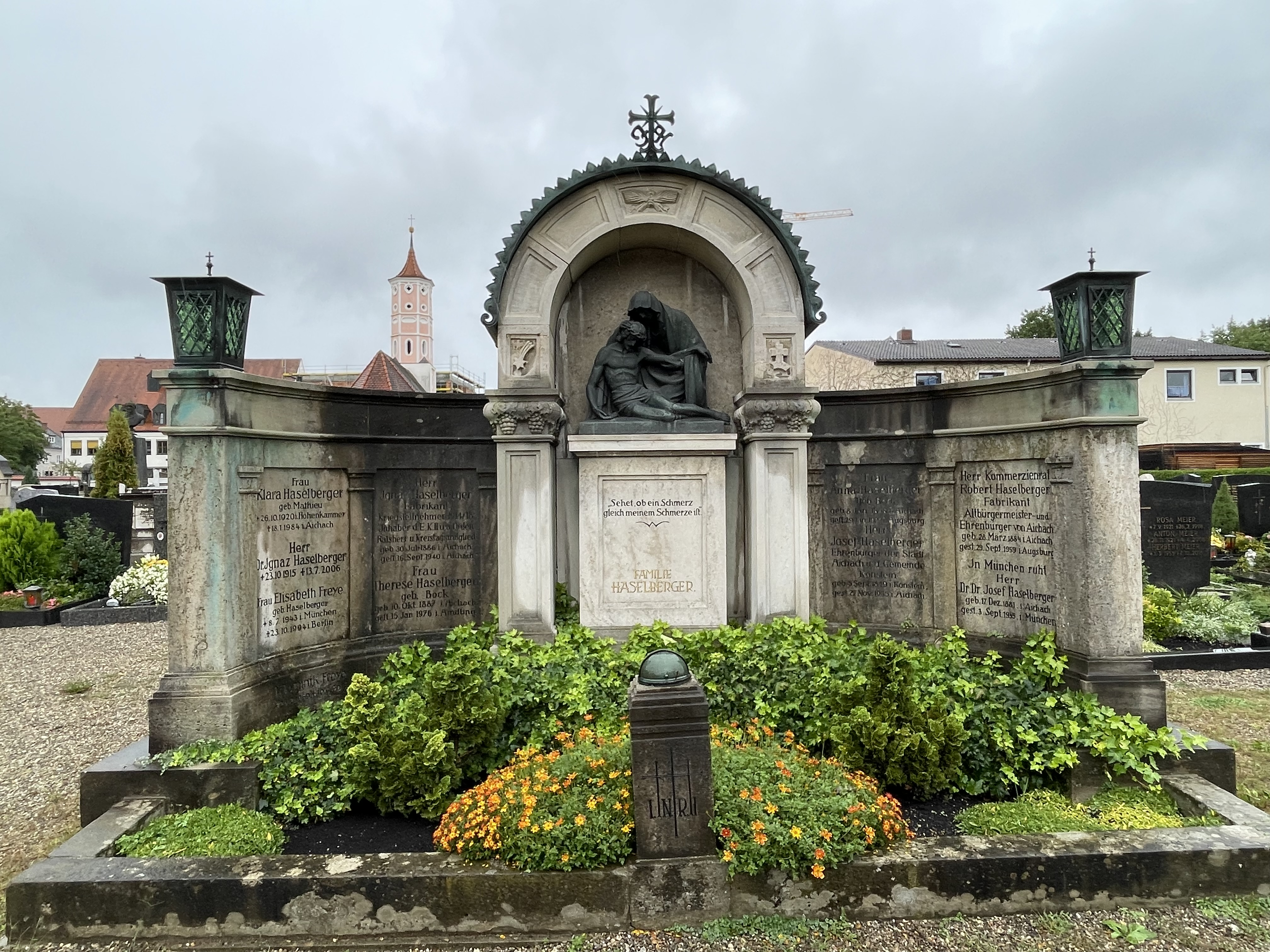
Familiengrab auf dem Alten Friedhof Aichach

Robert Haselberger (* 28. März 1884 in Aichach; † 29. September 1959 in Augsburg) war ein deutscher Fleischwarenfabrikant. 

## Werdegang
Haselberger wurde als Sohn des Fleischwarenfabrikanten Josef Haselberger und der Anna Haselberger, geb. Beck, geboren. Nach dem Besuch der Volksschule wechselte er an die Handelsschule in Augsburg, die er mit Erlangung des Einjährigenzeugnisses abschloss. Im Anschluss war er in verschiedenen Stellungen tätig und unternahm ausgedehnte Reisen durch Europa und Übersee.
Nach seiner Rückkehr übernahm er von seinem Vater die Josef Haselberger Fleischwaren- und Konservenfabrik in Aichach, die er zu einem der führenden Unternehmen der bayerischen Fleischwarenindustrie entwickelte.
Von 1914 bis 1927 gehörte er dem Stadtrat von Aichach an und wurde dort am 1. Januar 1930 zum Bürgermeister gewählt. Er war Mitglied der Industrie- und Handelskammer München, 2. Vorsitzender des Verbandes bayerischer Fleischwarenfabrikanten und Ausschussmitglied des Reichsverbandes der Deutschen Fleischwarenindustrie. 

## Auszeichnungen
- 1928: Verleihung des Titels eines Kommerzienrates
- 2. September 1950: Ehrenbürgerschaft der Stadt Aichach